# Generale Zod (DC Extended Universe)
Dru-Zod è un personaggio immaginario del DC Extended Universe (DCEU), basato sull'omonimo personaggio di DC Comics e interpretato da Michael Shannon. Zod compare per la prima volta nel film L'uomo d'acciaio (2013) come un generale ribelle che tenta di guidare un colpo di Stato contro l'élite dominante del pianeta Krypton. Questo evento costringe il capo scienziato Jor-El a inviare suo figlio Kal-El sulla Terra. Per i suoi crimini di guerra, Zod e i suoi subordinati vengono condannati alla prigionia nella Zona Fantasma. Tuttavia, in seguito alla distruzione di Krypton, Zod riesce a fuggire insieme ai suoi seguaci e si mette sulle tracce di Kal-El, giunto nel frattempo sulla Terra. Qui, le azioni di Zod costringono Kal-El a diventare Superman per proteggere il pianeta e i suoi abitanti.
L'interpretazione di Michael Shannon nei panni di Zod ha ricevuto recensioni positive, con il personaggio considerato uno dei migliori antagonisti del DCEU. Shannon ha inoltre ripreso il ruolo di Zod nel film The Flash (2023).

## Biografia del personaggio

### L'uomo d'acciaio(2013)
Il Generale Zod viene introdotto come un guerriero devoto a Krypton, geneticamente modificato in una camera della Genesi e assegnato, come tutti i kryptoniani, a un ruolo specifico all'interno della società. Cresciuto nella Gilda dei Guerrieri, Zod raggiunse il grado di generale. Durante la giovinezza strinse amicizia con Jor-El, il principale scienziato di Krypton, condividendo con lui l'interesse per la sicurezza e l'ordine del loro pianeta.
Quando Krypton si avvicina alla distruzione a causa dell'eccessivo sfruttamento del nucleo planetario, Zod giudica il Consiglio troppo debole per garantire la sopravvivenza della razza kryptoniana. Decide così di formare la Spada di Rao, un gruppo di seguaci con cui organizza una rivolta. Jor-El, tuttavia, rifiuta di unirsi a lui e sfugge a un tentativo di arresto. Raggiunta la casa dello scienziato, Zod scopre che questi ha rubato il Codice Genetico e sta per inviarlo sulla Terra insieme a suo figlio, Kal-El, il primo kryptoniano nato naturalmente dopo secoli. Mentre Lara Lor-Van, moglie di Jor-El, lancia la navicella con Kal-El, Zod affronta il vecchio amico e, dopo una colluttazione, lo uccide a sangue freddo. Poco dopo, lui e i suoi seguaci vengono arrestati e condannati all'esilio nella Zona fantasma per tradimento. Prima di essere congelato criogenicamente e spedito nella prigione dimensionale, Zod giura di trovare Kal-El.
Con l'esplosione di Krypton, il portale della Zona fantasma si riapre, liberando Zod e i suoi compagni, che assistono impotenti alla distruzione del loro pianeta natale. Recuperata la loro nave prigione, la Black Zero, utilizzano il Phantom Drive per viaggiare attraverso la galassia, esplorando i pianeti un tempo colonizzati dai kryptoniani. Sebbene non trovino sopravvissuti, riescono a recuperare tecnologia avanzata, tra cui un World Engine, un dispositivo capace di terraformare i pianeti.
Nel 2013, Zod e il suo equipaggio intercettano un segnale proveniente dalla Terra dopo che Kal-El, ormai adulto e noto come Clark Kent, attiva una nave da ricognizione kryptoniana nell’Artico. Convinto che Kal-El si trovi sul pianeta, Zod trasmette un messaggio globale, esigendo la sua resa per evitare una guerra. Clark, seppur riluttante, accetta di consegnarsi, accompagnato dalla giornalista Lois Lane, presa in ostaggio. A bordo della Black Zero, Clark subisce gli effetti dell’atmosfera kryptoniana, indebolendosi. In una visione onirica, Zod gli rivela come è riuscito a fuggire dalla Zona Fantasma e a rintracciarlo, svelando il suo piano: terraformare la Terra per creare un nuovo Krypton, anche se ciò comporterà l’estinzione della razza umana. Clark rifiuta di schierarsi al suo fianco e, quando scopre che Zod ha ucciso Jor-El, viene immobilizzato mentre il suo sangue viene prelevato dallo scienziato Jax-Ur per ulteriori analisi.
Zod si reca quindi alla fattoria Kent, sospettando che il Codice Genetico sia nascosto nella capsula di Kal-El. Lì affronta Martha Kent, ma prima che possa farle del male, Clark lo attacca, distruggendo il suo casco e costringendolo a sperimentare per la prima volta la sovrastimolazione sensoriale causata dall’atmosfera terrestre. Incapace di controllarsi, Zod crolla ma viene salvato dai suoi soldati.
A bordo della nave, Jax-Ur informa Zod che Jor-El ha infuso il Codice Genetico direttamente nel DNA di Kal-El. Questo significa che Clark non è più necessario per la creazione di nuovi kryptoniani. Deciso a portare avanti il suo piano, Zod attiva il World Engine, che atterra nell'Oceano Indiano, mentre la Black Zero si posiziona sopra Metropolis, generando un potente raggio gravitazionale per avviare la terraformazione. La città subisce devastazioni immense.
Nel frattempo, Zod si dirige verso l’Artico per recuperare la nave da ricognizione contenente una camera della Genesi. L'ologramma di Jor-El tenta di dissuaderlo, ma Zod ignora i suoi avvertimenti, cancella l'IA e pilota la nave verso Metropolis. Prima di poter abbattere un aereo dell'U.S. Air Force, viene intercettato da Superman, che ha appena distrutto il World Engine. Il combattimento tra i due consente all’aereo militare di schiantarsi contro la Black Zero, attivando il Phantom Drive della capsula di Clark e creando una singolarità che risucchia le truppe di Zod nella Zona Fantasma.
Con la sua nave distrutta e ogni possibilità di far rinascere Krypton svanita, Zod, ormai accecato dalla furia, giura vendetta contro l’umanità. Affina i suoi sensi, acquisendo l'abilità di volare, e ingaggia una battaglia feroce con Superman attraverso Metropolis, causando ulteriore distruzione. Nonostante il feroce scontro, Clark riesce infine a sopraffarlo. Tuttavia, quando Zod tenta di uccidere una famiglia intrappolata in una stazione ferroviaria con la sua vista termica, Superman si vede costretto a spezzargli il collo, ponendo fine alla minaccia rappresentata dall’ultimo kryptoniano rimasto.

### Batman v Superman: Dawn of Justice(2016)
Diciotto mesi dopo, Metropolis è stata ricostruita dopo aver subito danni catastrofici nella battaglia. Nel punto in cui è atterrato il Black Zero sono stati realizzati un parco e un monumento commemorativo. Il cadavere di Zod è ora nelle mani del governo degli Stati Uniti, dopo essere stato studiato da diversi scienziati a bordo della nave da ricognizione kryptoniana, situata a Metropolis e circondata da una struttura governativa.
Lex Luthor ha cercato di convincere la senatrice June Finch a permettergli di importare la kryptonite, scoperta dopo il tentativo di terraformazione di Zod, sostenendo che potesse essere usata come deterrente contro future minacce kryptoniane e metaumane. Tuttavia, Finch ha rifiutato, intuendo che il vero scopo di Luthor fosse eliminare Superman. Nonostante ciò, il senatore Barrows ha concesso a Lex l'accesso allo studio e all'analisi del corpo di Zod e della nave kryptoniana.
Luthor ha scoperto che l'esposizione alla kryptonite provoca il decadimento delle cellule kryptoniane e indebolisce i kryptoniani fino a portarli a uno stato mortale. Successivamente, utilizzando la camera Genesis della nave da ricognizione, il cadavere di Zod e il proprio sangue, Luthor ha creato una deformità kryptoniana come "piano di riserva" per uccidere Superman, dopo aver fallito nel manipolare Batman affinché lo facesse per lui. Dalla mutazione si è sviluppata una creatura mostruosa, nata da un bozzolo.
Luthor ha ribattezzato la creatura il suo "Doomsday". Il mostro, resistente alle armi nucleari e capace di rigenerarsi dopo ogni ferita, viene infine sconfitto da Superman, che lo uccide con una lancia di kryptonite, con l'aiuto di Batman e Wonder Woman. Tuttavia, lo scontro costa la vita all'Uomo d'Acciaio.

## Versioni alternative
Una versione alternativa del Generale Zod appare nel film The Flash (2023), con Michael Shannon che torna a interpretare il personaggio. In questa linea temporale, Zod e il suo equipaggio arrivano sulla Terra senza essere mai stati rinchiusi nella Zona Fantasma. Giunti sul pianeta, iniziano un attacco e si scontrano con Kara Zor-El. Durante il confronto, Kara scopre che Zod ha ucciso Kal-El quando la capsula che trasportava il bambino si è smarrita. Inoltre, viene rivelato che il Codice di Crescita, necessario per convertire la Terra in un nuovo Krypton, è custodito nel suo sangue. Dopo un combattimento, Zod uccide Kara per prelevare il campione di sangue, ma questa linea temporale viene successivamente ripristinata da Flash, cancellando Zod dall'esistenza.

## Concezione e sviluppo

### Primi adattamenti
Il Generale Zod fece la sua prima apparizione in Adventure Comics #263. Da allora, è stato considerato uno dei più grandi e implacabili nemici di Superman. Come quest'ultimo, Zod possiede la capacità di volare, una forza sovrumana, la vista calorifica, il respiro glaciale e altri straordinari poteri. Il suo debutto in live-action avvenne nel film del 1978, dove fu interpretato da Terence Stamp, che riprese il ruolo nel sequel del 1980 con un arco narrativo ancora più rilevante.

### Casting e dietro le quinte

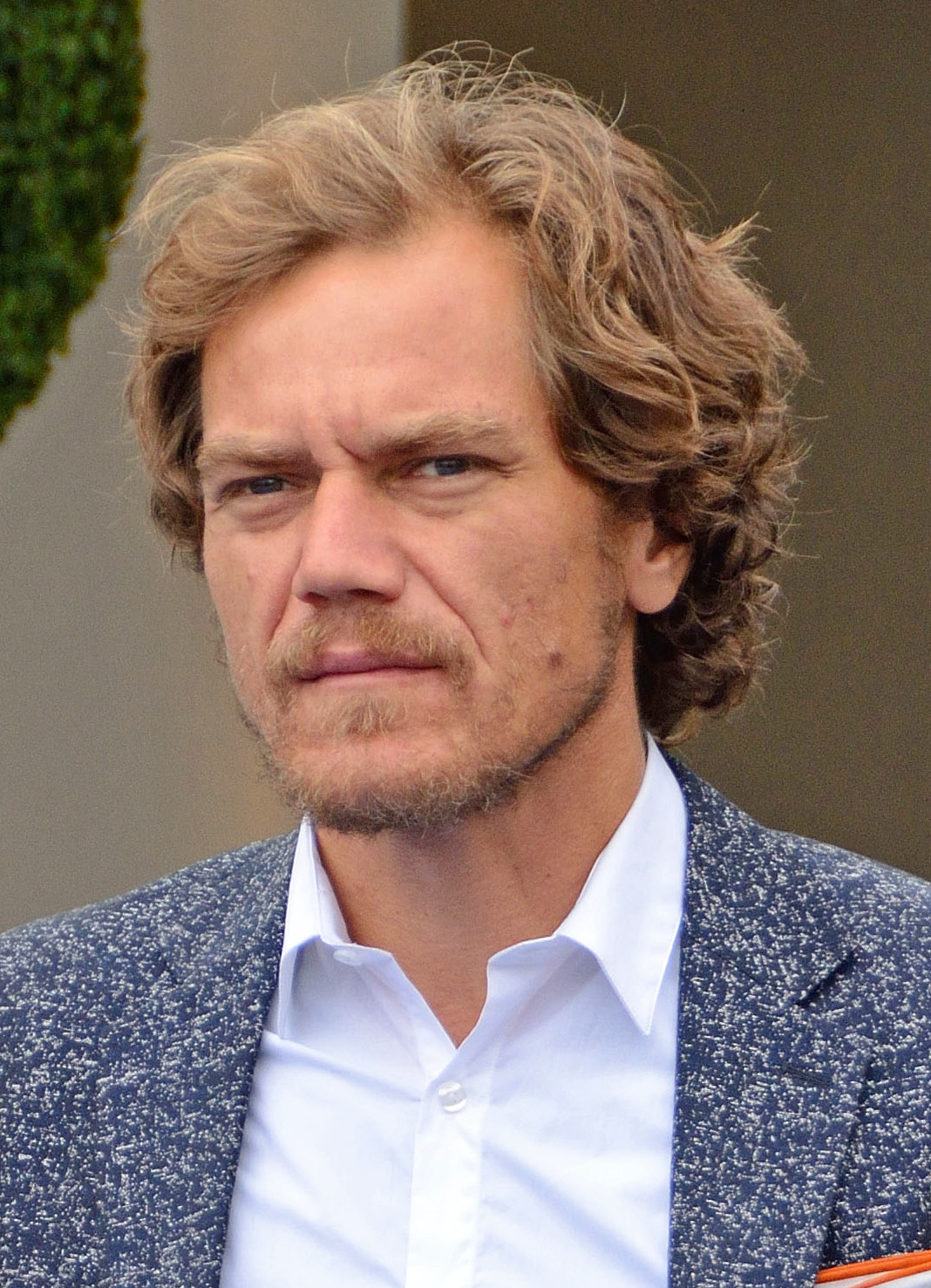
Michael Shannon nel 2015

L'attore americano Michael Shannon è stato scelto per interpretare il generale Zod ne L'uomo d'acciaio (2013), un reboot del franchise cinematografico di Superman, destinato a diventare il primo capitolo del DC Extended Universe. Anche Viggo Mortensen e Daniel Day-Lewis sono stati presi in considerazione per il ruolo. Il regista Zack Snyder dichiarò: «Zod non è solo uno dei nemici più formidabili di Superman, ma anche uno dei più significativi, perché possiede intuizioni su di lui che gli altri non hanno. Michael è un attore potente, capace di trasmettere sia l'intelligenza che la malizia del personaggio, rendendolo perfetto per il ruolo». Quando allo sceneggiatore David S. Goyer è stato chiesto perché fosse stato scelto Zod come antagonista, ha risposto: «Il modo in cui [Christopher] Nolan e io ci siamo sempre approcciati ai film non è mai stato: "Ehi, quale cattivo sarebbe figo per questo film?". Si parte sempre dalla storia. Che tipo di racconto vuoi costruire? Quale tema vuoi esplorare? Una volta stabilito questo, il cattivo emerge in modo naturale come l'antagonista più adatto. Quando vedrete il film, vi renderete conto che l'unico antagonista possibile era Zod e i kryptoniani. Considerando la storia nel suo insieme, nessun altro avrebbe avuto senso».
Proprio come Henry Cavill, interprete di Superman, e Antje Traue, che ha vestito i panni di Faora, anche Michael Shannon si è sottoposto a un intenso allenamento per il suo ruolo, seguendo un programma che includeva principalmente squat a calice e complessi con bilanciere sotto la guida del coach Mark Twight. Il body del generale Zod, ideato da Michael Wilkinson, presentava un motivo alieno a cotta di maglia e lo stemma della sua famiglia sul petto, in linea con quelli di Superman, Faora, Jor-El e altri kryptoniani del film. L'armatura kryptoniana di Zod è stata realizzata in CGI per garantirgli una maggiore libertà di movimento, evitando le limitazioni di peso che una versione fisica avrebbe comportato.
La morte di Zod alla fine de L'uomo d’acciaio è stata oggetto di ampio dibattito durante la produzione del film. In origine, proprio come Faora e gli altri suoi scagnozzi nel montaggio finale, Zod avrebbe dovuto essere risucchiato nella Zona Fantasma. Tuttavia, poiché questo epilogo non soddisfaceva i realizzatori, Goyer propose ad alcuni membri della DC Comics di farlo uccidere da Superman, nonostante l'opposizione di Nolan, che dissuase Goyer persino dal provare a scrivere uno scenario simile. Gran parte dello staff della DC, come Nolan, era contraria all'idea, ma Goyer e Snyder riuscirono infine a convincere tutti i soggetti coinvolti, sottolineando che Superman avrebbe eliminato Zod solo perché quest'ultimo non gli lasciava altra scelta. Così, Superman si trovò costretto a ucciderlo rapidamente per salvare una famiglia minacciata dalla sua visione calorifica.
In Batman v Superman: Dawn of Justice (2016), il cadavere di Zod ha un ruolo cruciale, poiché viene utilizzato dal Lex Luthor di Jesse Eisenberg per creare Doomsday. Tuttavia, Michael Shannon non ha girato alcuna scena per il film: il corpo di Zod è stato realizzato combinando il fisico del modello di fitness Greg Plitt con un'inquadratura del volto di Shannon.
Michael Shannon è stato successivamente contattato da Andy Muschietti per riprendere il ruolo di Zod in The Flash (2023), l’ultimo capitolo del DCEU prima del suo soft reboot in vista del nuovo DC Universe (DCU) guidato da James Gunn e Peter Safran. Inizialmente sorpreso dall’offerta, dato che il suo personaggio era morto nella sua prima apparizione, Shannon fu informato che il concetto di Multiverso nella continuità DC avrebbe reso possibile il suo ritorno. Non essendo un grande «consumatore di genere supereroistico», l'attore non era a conoscenza di questa possibilità. Shannon trovò piacevole questa reinterpretazione di Zod e considerò le poche settimane di riprese in Inghilterra un «bel modo» per trascorrere parte della sua estate. Era inoltre interessato a lavorare con Muschietti, avendo ricevuto ottime raccomandazioni su di lui da alcuni colleghi. Durante le riprese, Shannon elogiò il regista per la sua creatività, paragonandolo a Zack Snyder, e per il suo talento visivo, notando come Muschietti disegnasse spesso mentre gli attori provavano le scene. Divertitosi così tanto sul set, Shannon chiese e ottenne il permesso di portare a casa uno dei disegni del regista, esprimendo interesse a collaborare nuovamente con lui in futuro. Tuttavia, prima di accettare il ruolo, Shannon volle ricevere la benedizione di Snyder, con cui si era schierato dopo la turbolenta uscita del regista dalla Warner Bros. L'attore, infatti, era inizialmente riluttante a tornare a causa del trattamento riservato a Snyder dallo studio. Dopo aver ricevuto il suo consenso, decise infine di accettare la parte.

### Tematiche e caratterizzazione
Ne L'uomo d'acciaio, Zod è ritratto come un guerriero altamente qualificato, determinato e carismatico, ferocemente devoto alla sua razza e ai suoi ideali, nonché incline ad agire d’istinto. Sebbene talvolta mostri premura nei confronti degli altri kryptoniani, considera le altre specie, come gli esseri umani, inferiori e ignora la loro possibile estinzione mentre tenta di terraformare la Terra per renderla simile a Krypton. Inoltre, non comprende il concetto di libero arbitrio e, quando i suoi piani vengono sventati, precipita nella follia per la perdita del suo popolo e il fallimento di quello che considera il suo unico scopo nella vita. Accecato dalla vendetta, giura di sterminare personalmente l'umanità fino a quando Superman non è costretto a ucciderlo. Scrivendo per l'Huffington Post, Colin Liotta ha paragonato Zod ad Adolf Hitler, affermando: «Ritiene che la sua visione di un Krypton puro (ossia una società simile a quella immaginata da Hitler con il suo programma eugenetico) sia l'unica risposta per la sopravvivenza».
In occasione del suo ritorno in The Flash, Michael Shannon ha dichiarato, prima dell'uscita del film, che la sua interpretazione di Zod sarebbe stata «un po' diversa» rispetto a quella ne L'uomo d'acciaio. Questo perché il personaggio ha meno tempo sullo schermo rispetto alla sua prima apparizione, per non distogliere l’attenzione dal protagonista Barry Allen / Flash, interpretato da Ezra Miller. Di conseguenza, la caratterizzazione di Zod risulta meno approfondita rispetto al suo debutto, impedendo al pubblico di comprendere pienamente i suoi pensieri. Shannon ha poi spiegato che la presenza di Zod nel film funge principalmente da espediente narrativo o da ostacolo, piuttosto che da un personaggio con un ruolo centrale e sviluppato in profondità.

## Accoglienza
Nonostante l'accoglienza polarizzata de L'uomo d'acciaio nel suo complesso, l'interpretazione di Michael Shannon del Generale Zod è stata ampiamente elogiata dalla critica. Mark Birrell di Screen Rant ha classificato Zod come il secondo miglior antagonista del DCEU nel 2019, superato solo da Amanda Waller in Suicide Squad (2016). Descrivendo la performance di Shannon come "operistica", Birrell osserva che «Shannon abbandona completamente l'interpretazione altezzosa e quasi da cattivo Disney di Terence Stamp del leader militare in Superman II, sostituendola con il machismo sovralimentato di Zack Snyder». Il collega scrittore di Screen Rant, Jason Chamberlain, ha condiviso questo punto di vista, evidenziando come la natura predeterminata del ruolo di Zod nella società kryptoniana abbia aggiunto profondità alle sue motivazioni. Chamberlain ha inoltre sottolineato che questa caratterizzazione mette in luce uno dei fallimenti strutturali della società kryptoniana rispetto alla rappresentazione più superficiale di Stamp nel film Superman II (1980).
La decisione di Superman di uccidere Zod nel finale de L'uomo d'acciaio ha suscitato reazioni contrastanti. Fumettisti come Grant Morrison e Neal Adams hanno criticato la scelta, definendola non necessaria e lontana dall'essenza del personaggio di Superman. Tuttavia, Trey Soto di Geeks Under Grace ha sostenuto che Zod aveva costretto Superman a quella decisione, lasciandogli di fatto nessuna altra opzione, evidenziando anche l'angoscia provata da Superman nel compiere l'atto. Soto ha inoltre fatto notare come, al contrario, il Superman interpretato da Christopher Reeve in Superman II uccida lo Zod di Terence Stamp con apparente disinvoltura dopo averlo privato dei suoi poteri. Joey Esposito, editor della DC, ha descritto l'omicidio di Zod come la decisione più altruista che Superman potesse prendere, poiché mossa dall'intento di proteggere l'umanità. Zack Snyder e David S. Goyer, rispettivamente regista e sceneggiatore, hanno spiegato che la scena era concepita per modernizzare Superman e adattarlo a una nuova generazione di spettatori. La scelta di includere l'uccisione nella sua storia d'origine mirava a creare un arco narrativo in cui Superman imparasse il valore della non letalità, evitando di uccidere nuovamente in futuro. Riflettendo su L'uomo d'acciaio nel 2023, Michael Shannon ha espresso perplessità riguardo alle critiche sul fatto che Superman non avrebbe dovuto uccidere Zod, affermando di non comprendere del tutto il motivo di tale insistenza. Questo aspetto ha generato alcune preoccupazioni iniziali per Shannon riguardo al riprendere il ruolo di Zod nel film The Flash (2023).